# Елмо (Тексас)
Елмо (енгл. Elmo) насељено је место без административног статуса у америчкој савезној држави Тексас.

## Демографија
По попису из 2010. године број становника је 768.
| Група             | 2000.    | 2010.       |
| Белци             | 0 (0,0%) | 644 (83,9%) |
| Афроамериканци    | 0 (0,0%) | 23 (3,0%)   |
| Азијати           | 0 (0,0%) | 1 (0,1%)    |
| Хиспаноамериканци | 0 (0,0%) | 80 (10,4%)  |
| Укупно            | 0        | 768         |